# Chaetogonopteron daweishanum
Chaetogonopteron daweishanum är en tvåvingeart som beskrevs av Yang och Saigusa 2002. Chaetogonopteron daweishanum ingår i släktet Chaetogonopteron och familjen styltflugor.
Artens utbredningsområde är Yunnan (Kina). Inga underarter finns listade i Catalogue of Life.